# Danh sách năm tại Việt Nam
Đây là danh sách năm tại Việt Nam.

## Thế kỷ 20
- Thập niên 1900: 1901, 1902, 1903, 1904, 1905, 1906, 1907, 1908, 1909
- Thập niên 1910: 1910, 1911, 1902, 1913, 1914, 1915, 1916, 1917, 1908, 1919
- Thập niên 1920: 1920, 1901, 1902, 1923, 1924, 1925, 1926, 1927, 1928, 1929
- Thập niên 1930: 1930, 1931, 1932, 1933, 1934, 1935, 1936, 1937, 1938, 1939
- Thập niên 1940: 1940, 1941, 1942, 1943, 1944, 1945, 1946, 1947, 1948, 1949
- Thập niên 1950: 1950, 1951, 1952, 1953, 1954, 1955, 1956, 1957, 1958, 1959
- Thập niên 1960: 1960, 1961, 1962, 1963, 1964, 1965, 1966, 1967, 1968, 1969
- Thập niên 1970: 1970, 1971, 1972, 1973, 1974, 1975, 1976, 1977, 1978, 1979
- Thập niên 1980: 1980, 1981, 1982, 1983, 1984, 1985, 1986, 1987, 1988, 1989
- Thập niên 1990: 1990, 1991, 1992, 1993, 1994, 1995, 1996, 1997, 1998, 1999

- Thập niên 2000: 2000, 2001, 2002, 2003, 2004, 2005, 2006, 2007, 2008, 2009
- Thập niên 2010: 2010, 2011, 2012, 2013, 2014, 2015, 2016, 2017, 2018, 2019
- Thập niên 2020: 2020, 2021, 2022, 2023, 2024, 2025